# (17090) Mundaca
(17090) Mundaca (1999 JE21) – planetoida z pasa głównego asteroid okrążająca Słońce w ciągu 3,65 lat w średniej odległości 2,37 j.a. Odkryta 10 maja 1999 roku.